# Kamilo Krvarić
Kamilo Krvarić (Sarajevo, 23. travnja 1894. – Ballester, Argentina, 1958.) je hrvatski i argentinski kazališni kritičar.
Za vrijeme Drugog svjetskog rata uređivao je osječki dnevni list Hrvatski list.
Uređivao je emigrantski list argentinskih Hrvata Hrvatska od 1950. godine. Tad je list postao glasilom HOP-a.